# Nangade
Nangade é a localidade-sede do distrito de Nangade, uma vila junto ao rio Rovuma, na província de Cabo Delgado, em Moçambique.
Foi nesta localidade onde iniciou em 2005 a marcha designada "Do Rovuma ao Maputo, juntos unidos na luta contra a pobreza absoluta", no âmbito do trigésimo aniversário da independência.
A vila, bem como o distrito homónimo, têm sofrido os efeitos da Insurreição islâmica em Moçambique que começou em 2017.